# SPT0418-47

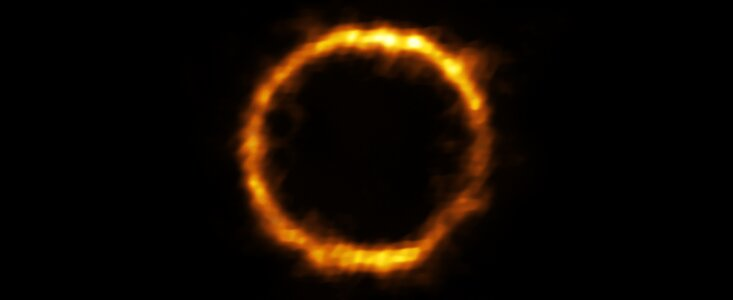
Ansicht von SPT0418-47 als Einstein-Ring, durch eine nähere Galaxie gravitativ verzerrt, aufgenommen von ALMA.

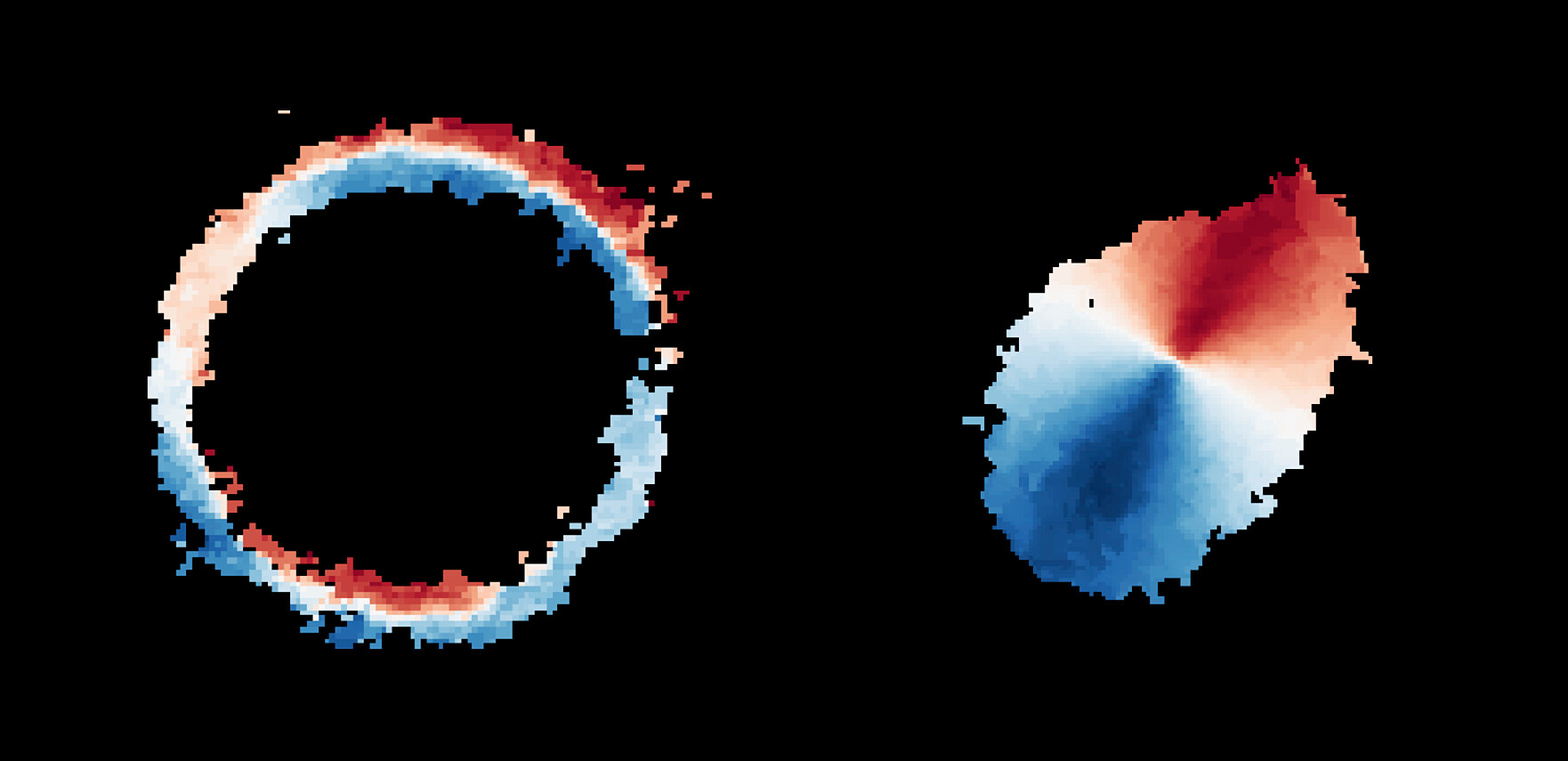
Bewegung des Gases in SPT0418-47 (rekonstruiert). Das Gas, das sich von uns weg bewegt, ist rot dargestellt. Das Gas, das sich dem Beobachter nähert, ist blau.

Für Galaxie SPT0418-47 relevante Weltlinien

SPT0418-47 ist eine junge Galaxie, deren Licht im expandierenden Universum 12,4 Milliarden Jahre benötigt hat, die Erde zur heutigen Zeit zu erreichen. Eine wissenschaftliche Veröffentlichung aus dem August 2020 unterrichtete über verschiedene überraschende Eigenschaften dieser Galaxie, die von den Forschern als typische staubreiche Starburstgalaxie mit hoher Sternentstehungsrate klassifiziert wird. Die vor wenigen Jahren neu entdeckte Galaxie weist eine Rotverschiebung von z=4,2248 auf, wobei eine in Sichtlinie befindliche Galaxie bei z=0,263 als Gravitationslinse wirkt. Erst diese gravitative Vergrößerung ermöglichte es Forschern, die Galaxie in ihrem Zustand 1,4 Milliarden Jahre nach dem Urknall mit Hilfe des Atacama Large Millimeter Wave / Submillimeter Wave Array (ALMA) Teleskops genauer zu untersuchen. Das Aussehen von SPT0418-47 konnte über den Einstein-Ring der Gravitationslinse durch Modellierung des Gravitationslinseneffekts rekonstruiert werden. Die Galaxie ähnelt in zwei Merkmalen der Milchstraße zur heutigen Epoche. So besitzt sie eine Scheibe und eine zentrale Verdickung (den Bulge). Die Verteilung der Bewegungsgeschwindigkeiten über die Scheibe zeigt, dass diese rotiert und den Scheiben heutiger Spiralgalaxien ähnelt. SPT0418-47 ist somit anders als erwartet relativ gleichmäßig angeordnet und ist damit das zum Lichtemissionszeitpunkt gemäß Weltalter jüngste und gemäß Lichtlaufzeit am weitesten entfernte bekannte Ebenbild der heutigen Milchstraße. Weitere Forschung wird erforderlich sein zu ergründen, ob das frühe Universum über die überraschende Entdeckung hinaus allgemein weniger chaotisch war als bisher angenommen.
Trotz der Ähnlichkeit zur heutigen Milchstraße gehen die beteiligten Astronomen nicht davon aus, dass sich die untersuchte Galaxie ebenfalls zu einer Spiralgalaxie entwickelt hat. Vielmehr vermuten sie, dass SPT0418-47 schließlich den Typ einer elliptischen Galaxie angenommen hat.
Gemäß den von den Forschern verwendeten kosmologischen Parametern betrug die Entfernung (Eigendistanz, englisch: proper distance) von der Milchstraße zur neu entdeckten Galaxie zum Emissionszeitpunkt des heute empfangenen Lichts 4,7 Milliarden Lichtjahre. Photonen auf der lichtartigen Geodäte von SPT0418-47 zum Emissionszeitpunkt und der Milchstraße zum heutigen Zeitpunkt haben sich aufgrund der damaligen superluminaren Rezessionsgeschwindigkeit von vrec=2,2c (c=Lichtgeschwindigkeit) zur Milchstraße zum Emissionszeitpunkt zunächst von der Milchstraße entfernt (mit zunächst vrec-c), bevor sie von der anwachsenden Hubble-Sphäre überholt wurden. Der Schnittpunkt der Photonen-Laufbahn und der Hubble-Sphäre markiert den Zeitpunkt der maximalen Entfernung der Photonen von der Milchstraße. Bei der anschließenden Annäherung an die Milchstraße passierten die Photonen 10,6 Milliarden  Jahre nach dem Urknall jene 2,8 Milliarden Lichtjahre von der Milchstraße entfernte Galaxie, die heute als Gravitationslinse dient. Zum heutigen Zeitpunkt ist jene Galaxie 3,6 Milliarden Lichtjahre von der Milchstraße entfernt. SPT0418-47 hat sich zu allen Zeiten superluminar von der Milchstraße entfernt. Die heutige Eigendistanz beläuft sich auf 24,4 Milliarden Lichtjahre bei einer Rezessionsgeschwindigkeit von 1,7c. Im Juni 2023 wurde außerdem berichtet, dass SPT0418-47 die gemäß Weltalter jüngste Galaxie ist, in der bisher komplexe organische Moleküle gefunden wurden. Die polycyclischen aromatischen Kohlenwasserstoffe wurden vom James-Webb-Weltraumteleskop entdeckt. Hingewiesen werden soll zusätzlich noch auf eine im Februar 2023 veröffentlichte wissenschaftliche Arbeit, die die Existenz einer SPT0418-47-Begleitgalaxie postuliert, deren Licht die Verfasser in einem kleinen Ausschnitt des Einstein-Rings der Gravitationslinse wahrgenommen haben.
Im Artikel über den Lichtkegel wird die Zukunft beider Galaxien (SPT0418-47 und Gravitationslinse) genauer ausgeleuchtet.